# Hever (Belgique)
Pour les articles homonymes, voir Hever.
Hever est une section de la commune belge de Boortmeerbeek située en Région flamande dans la province du Brabant flamand. C'était une commune à part entière avant la fusion des communes de 1977.

## Évolution démographique
- Sources : INS, Rem. : 1831 jusqu'en 1970 = recensements, 1976 = nombre d'habitants au 31 décembre.

## Personnalités liées à la commune
- Emile de Meester de Ravestein (1812-1889), diplomate, archéologue, collectionneur et mécène